# تریستان وایلدز
تریستان وایلدز (انگلیسی: Tristan Wilds؛ زادهٔ ۱۵ ژوئیهٔ ۱۹۸۹) یک هنرپیشه اهل ایالات متحده آمریکا است. وی از سال ۲۰۰۵ میلادی تاکنون مشغول فعالیت بوده‌است. او بیشتر بخاطر نقش مایکل لی در سری درام اچ‌بی‌او به نام دم‌قرمزها شناخته شده است.
از دیگر فیلم‌ها یا برنامه‌های تلویزیونی که وی در آن نقش داشته است می‌توان به ۹۰۲۱۰ اشاره کرد. او در این سریال که محصول سی دابلیو است نقش دیکسون ویلسون را داشت.